# 김세형
김세형(金世炯, 1904년 2월 18일 ~ 1999년 6월 11일)은 대한민국의 작곡가이다. 평양에서 태어났다. 미국 채프먼 대학 음악부를 거친 뒤 웨스트대학원에서 음악학 석사 수료받았다. 1938년에 도쿄에서 제1회 작곡 발표회를 개최하였다. 1962년에는 제7회 예술원 공로상을 받았다. 그의 작품으로는 교향시곡 〈오셀로〉, 작곡집 〈먼길〉 외의 가곡이 있다. 이화여전, 서울대 음대를 거쳐 숙명여대 음대 학장, 경희대 음대 학장을 역임하였다. 